# Округ Хенри (Индијана)
Округ Хенри (енгл. Henry County) је округ у америчкој савезној држави Индијана.

## Демографија
По попису из 2010. године број становника је 49.462, што је 954 (2,0%) становника више него 2000. године.
| Група             | 2000.          | 2010.          |
| Белци             | 47.274 (97,5%) | 46.933 (94,9%) |
| Афроамериканци    | 416 (0,9%)     | 1.070 (2,2%)   |
| Азијати           | 95 (0,2%)      | 156 (0,3%)     |
| Хиспаноамериканци | 387 (0,8%)     | 691 (1,4%)     |
| Укупно            | 48.508         | 49.462         |